# Bengt Ahlfors
Bengt Gunnar Richard Ahlfors (* 28. Dezember 1937 in Helsinki) ist ein finnlandschwedischer Autor, Regisseur, Dramatiker und Komponist. Im Jahr 2006 wurde Ahlfors mit dem Finnland-Preis für Kunst und Kultur und 2016 mit dem Karl-Emil-Tollander-Preis ausgezeichnet.

## Leben und Werk
Bengt Ahlfors gehört zur finnlandschwedischen Minderheit in Finnland und schreibt in schwedischer Sprache. Er begann seine Karriere zunächst als Theaterkritiker, versuchte sich jedoch gleichzeitig in allen literarischen Genres auch als Autor. Zu seinem Werk zählen Romane, Kurzgeschichten, Kinderbücher, Drehbücher und Gedichte. Ebenso veröffentlichte er Lieder und CDs. Hauptsächlich ist Ahlfors jedoch als Dramatiker tätig und hat bisher über 30 Theaterstücke geschrieben, die überwiegend im Lilla Teatern in Helsinki uraufgeführt wurden. Dazu zählen etwa seine erfolgreichen Komödien Rysk rulett (Russisch Roulette) oder Den sista cigarren (Die letzte Zigarre), welches es auf über 150 Vorstellungen in einer Spielzeit brachte. Viele seiner Stücke wurden von Ahlfors selbst inszeniert. 1975 wurde er künstlerischer Leiter des Svenska Teatern in Helsinki, an dem er bereits seit 1966 als Regisseur tätig war.
Ahlfors bisher erfolgreichstes Stück Finns det tigrar i Kongo? (Gibt es Tiger im Kongo?), das er gemeinsam mit Johan Bargum schrieb, stammt aus dem Jahr 1986 und beschäftigt sich mit der AIDS-Problematik. Das Stück wurde weltweit aufgeführt und bisher in 19 Sprachen übersetzt. In deutscher Übersetzung liegt bisher neben Gibt es Tiger im Kongo? und Die letzte Zigarre noch das Stück Hissvägraren (Der Liftverweigerer) vor.
Bengt Ahlfors lebt mit seiner Familie in Helsinki.

## Deutschsprachige Übersetzungen
In deutscher Sprache erschienen bisher:
- Der Liftverweigerer. Aus dem Schwedischen von Regine Elsässer, Theaterverlag Hofmann-Paul, Berlin.
- Die letzte Zigarre. Aus dem Schwedischen von Regine Elsässer, Theaterverlag Hofmann-Paul, Berlin.
- Asche und Aquavit. Aus dem Schwedischen von Renate Beer und Marianne Weno, Kiepenheuer Bühnenvertriebs GmbH. (Uraufführung (UA): 3. März 1999 Helsinki, Lilla Teatern; dt. Erstaufführung (EA): 27. März 2004 Neues Theater Halle)
- Geschenk für eine unbekannte Frau. Aus dem Schwedischen von Renate Beer, Kiepenheuer Bühnenvertriebs GmbH. (UA: Pikku-Lillan, Helsinki, September 1989)
- Gibt es Tiger im Kongo? (gemeinsam mit Johan Bargum). Aus dem Schwedischen von Renate Beer, Kiepenheuer Bühnenvertriebs GmbH, 2001. (UA: Lilla Teatern, Helsinki, 1986; dt. EA: Theater im Bauturm, Köln, 1987)
- Die Suppe wird kalt, das Gedächtnis läßt nach (gemeinsam mit Frej Lindqvist). Aus dem Schwedischen von Marianne Weno und Renate Beer, Kiepenheuer Bühnenvertriebs GmbH. (UA: Lilla Teatern, Helsinki, 1987)
- In 80 Tagen um die Erde. Aus dem Schwedischen von Renate Beer, Kiepenheuer Bühnenvertriebs GmbH. (UA: Lilla Teatern, Helsinki, 1969; dt. EA: 1972 Lübeck, Bühnen der Hansestadt)